# Michele Merkin
Michele Merkin est un mannequin et une animatrice de télévision américaine née à San Francisco le 25 juin 1975.
Elle a été choisie par Nintendo pour représenter le personnage de jeu vidéo Joanna Dark.

## Carrière de mannequin
Elle débute à temps partiel sa carrière de mannequin à l'âge de 15 ans alors qu'elle est toujours étudiante au secondaire. Elle s'inscrit à l'Université de Californie à Los Angeles pour étudier la médecine (plus spécifiquement la chirurgie plastique), mais elle abandonne durant le premier trimestre pour devenir mannequin professionnel,.
Elle fut modèle durant 15 ans, vivant à Paris, Milan, New York, et Los Angeles et apparaissant dans des magazines tels ELLE, Marie Claire, Harper's Bazaar et Vogue, ainsi que dans une soixantaine de publicités commerciales dont une campagne publicitaire pour Clairol et une autre pour le jeu vidéo Perfect Dark de Nintendo.
Dans les publicités télévisuelles et les promotions en magasins de Perfect Dark, Merkin représente le personnage principal Joanna Dark,. Sur la cartouche du jeu, Merkin a les cheveux courts et teints en noir.